# 1996 у хокеї з шайбою
Нижче наведені хокейні події 1996 року у всьому світі.

## Головні події
На чемпіонаті світу у Відні золоті нагороди здобула збірна Чехії.
У фіналі першого розіграшу кубка світу збірна США здобула перемогу над збірною Канади.
У фіналі кубка Стенлі «Колорадо Аваланч» переміг «Флориду Пантерс».

## Чемпіони
- Альпенліга: «Фельдкірх» (Австрія)
- МХЛ: «Лада» (Тольятті)
- СЄХЛ: «Німан» (Гродно)

- Австрія: «Фельдкірх»
- Білорусь: «Полімір» (Новополоцьк)
- Болгарія: «Славія» (Софія)

- Велика Британія: «Шеффілд Стілерс»
- Данія: «Есб'єрг»
- Італія: «Больцано»
- Нідерланди: «Тілбург Трапперс»
- Німеччина: «Дюссельдорф»
- Норвегія: «Сторгамар» (Гамар)
- Польща: «Подгале» (Новий Тарг)
- Румунія: «Стяуа» (Бухарест)
- Сербія: «Црвена Звезда» (Белград)
- Словаччина: «Кошиці»
- Словенія: «Олімпія» (Любляна)
- Угорщина: «Дунаферр» (Дунауйварош)
- Фінляндія: «Йокеріт» (Гельсінкі)
- Франція: «Брест»
- Хорватія: «Загреб»
- Чехія: «Петра» (Всетін)
- Швейцарія: «Клотен Флаєрс»
- Швеція: «Лулео»

## Переможці міжнародних турнірів
- Кубок Європи: «Йокеріт» (Гельсінкі, Фінляндія)
- Кубок Федерації: «Мастіні Варезе» (Італія)
- Кубок Шпенглера: збірна Канади
- Кубок Татр: «Дукла» (Тренчин, Словаччина)
- Кубок Тампере: «Таппара» (Тампере, Фінляндія)